# Rossend Perelló
Rossend Perelló i Casellas (* 1912 in Gironella ; † 13. April 1976 in Barcelona) war ein spanischer Schriftsteller, der in katalanischer Sprache schrieb.
Er nahm an mehreren Literaturwettbewerben teil. Er hatte drei Kinder mit seiner Frau Maria Assumpta Losa Ortiz de Arril: Maria Rosa, Esperança und Carles.

## Ehrungen/Preis
- Flor Natural, Jocs Florals de Montblanc, 1956[2]
- Premi Joan Santamaria, 1960, Bob, fanalet vermell.[3]

## Werke

### Poesie
- L’enyor i les noces (1935)
- Camí de Maria (1948)
- Bonics (1952)

### Roman
- El president signa els dimarts (1954)

### Theater
- Tres de servei (1958)